# 滋賀県道556号長浜近江線
滋賀県道556号長浜近江線（しがけんどう556ごう ながはまおうみせん）は、滋賀県長浜市から米原市に至る一般県道である。

## 概要
長浜市神照町から米原市岩脇（いおぎ）に至る。
長浜市の中心部を南北に走る旧国道8号で、東部に長浜バイパスが建設され県道となった。

### 路線データ
- 起点：長浜市神照町（北新町交差点、国道8号交点）
- 終点：米原市岩脇（岩脇西交差点、滋賀県道234号朝妻筑摩近江線上、滋賀県道247号能登瀬岩脇線終点）
- 総延長：6.6 km

## 路線状況

### 重複区間
- 滋賀県道235号世継宇賀野線（米原市宇賀野・宇賀野交差点 - 米原市飯・飯交差点）
- 滋賀県道234号朝妻筑摩近江線（米原市宇賀野・宇賀野交差点 - 米原市岩脇・岩脇西交差点（終点））

### 道路施設

#### 橋梁
- 大戌亥橋（長浜新川、長浜市）
- 天野川橋（天野川、米原市、滋賀県道234号朝妻筑摩近江線重複区間内）

## 地理

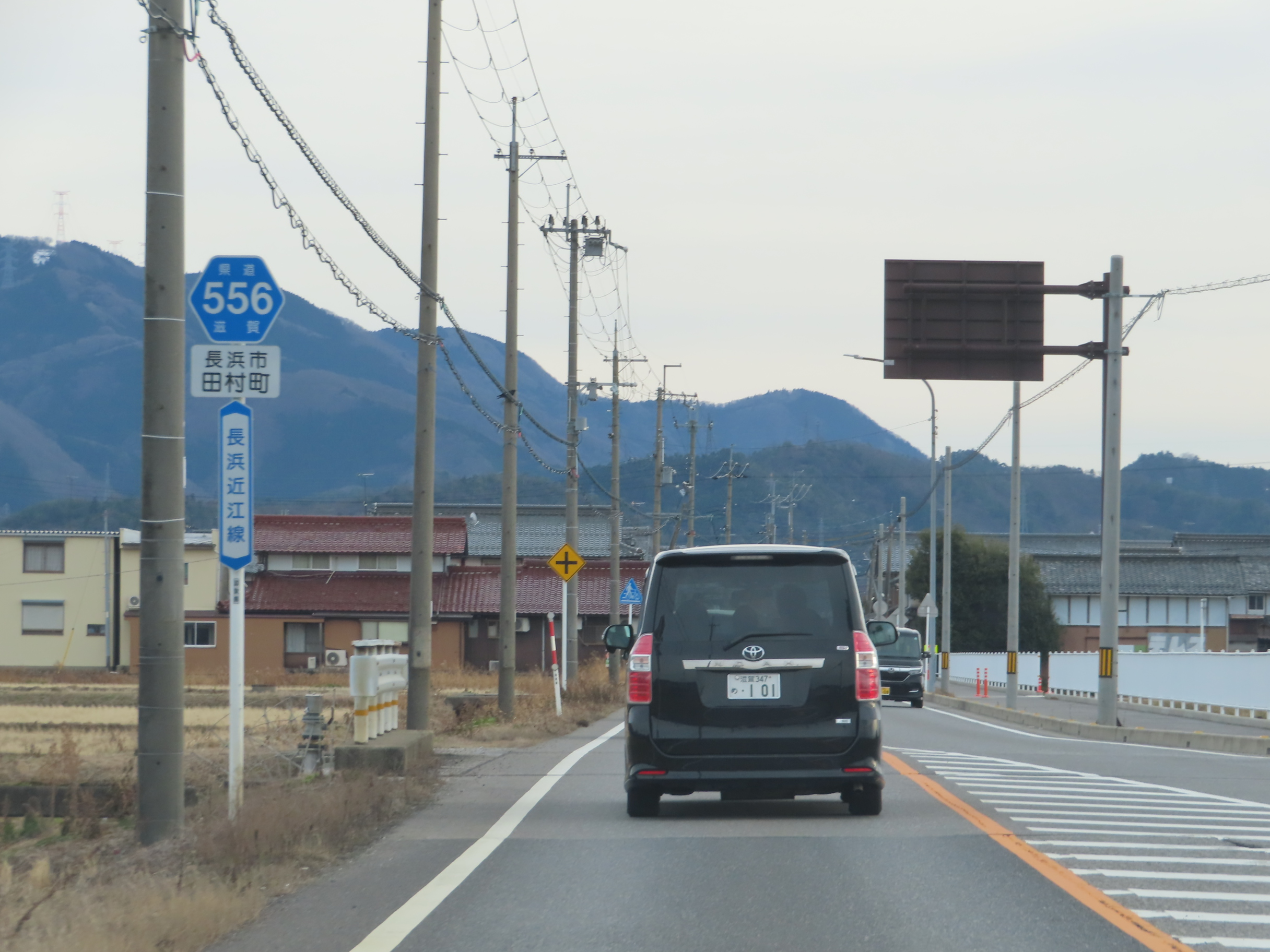
長浜市田村町
2023年2月

### 通過する自治体
- 滋賀県
  - 長浜市 - 米原市

### 交差する道路
| 交差する道路                                                                                              | 市町村名 | 交差する場所   | 交差する場所        |
| --- | -------- | -------------- | ------------------- |
| 国道8号 / 長浜バイパス                                                                                    | 長浜市   | 神照町         | 北新町交差点 / 起点 |
| 滋賀県道37号中山東上坂線 滋賀県道251号祇園八幡中山線                                                      | 長浜市   | 八幡中山町     | 八幡中山町交差点    |
| 滋賀県道2号大津能登川長浜線 / ぱるむロード 滋賀県道509号間田長浜線                                        | 長浜市   | 高田町         | 高田町交差点        |
| 滋賀県道244号大野木志賀谷長浜線                                                                           | 長浜市   | 大戌亥町       | 高橋町交差点        |
| 滋賀県道242号加田田村線                                                                                   | 長浜市   | 田村町         | 田村町交差点        |
| 滋賀県道234号朝妻筑摩近江線 重複区間起点 滋賀県道235号世継宇賀野線 重複区間起点 滋賀県道243号東上坂近江線 | 米原市   | 宇賀野         | 宇賀野交差点        |
| 滋賀県道235号世継宇賀野線 重複区間終点                                                                    | 米原市   | 飯（い）       | 飯交差点            |
| 国道8号 / 米原バイパス                                                                                    | 米原市   | 飯             | [ 注釈 1 ]          |
| 滋賀県道234号朝妻筑摩近江線 重複区間終点 滋賀県道247号能登瀬岩脇線                                        | 米原市   | 岩脇（いおぎ） | 岩脇西交差点 / 終点 |

### 沿線
- 長浜市立長浜北中学校
- 三菱ケミカル 長浜事業所
- 真宗大谷派長浜別院大通寺
- 長浜赤十字病院
- 長浜市立神前幼稚園
- 長浜八幡宮
- 長浜大宮郵便局
- NTT西日本 滋賀支店長浜別館
- 長浜市立長浜小学校
- 滋賀県立長浜北星高等学校
- ヤンマーディーゼル 汎用機事業本部長浜工場
- 長浜信用金庫 南支店
- 陸軍病院慰霊碑
- 滋賀文教短期大学
- 米原市立にし保育所

## ギャラリー

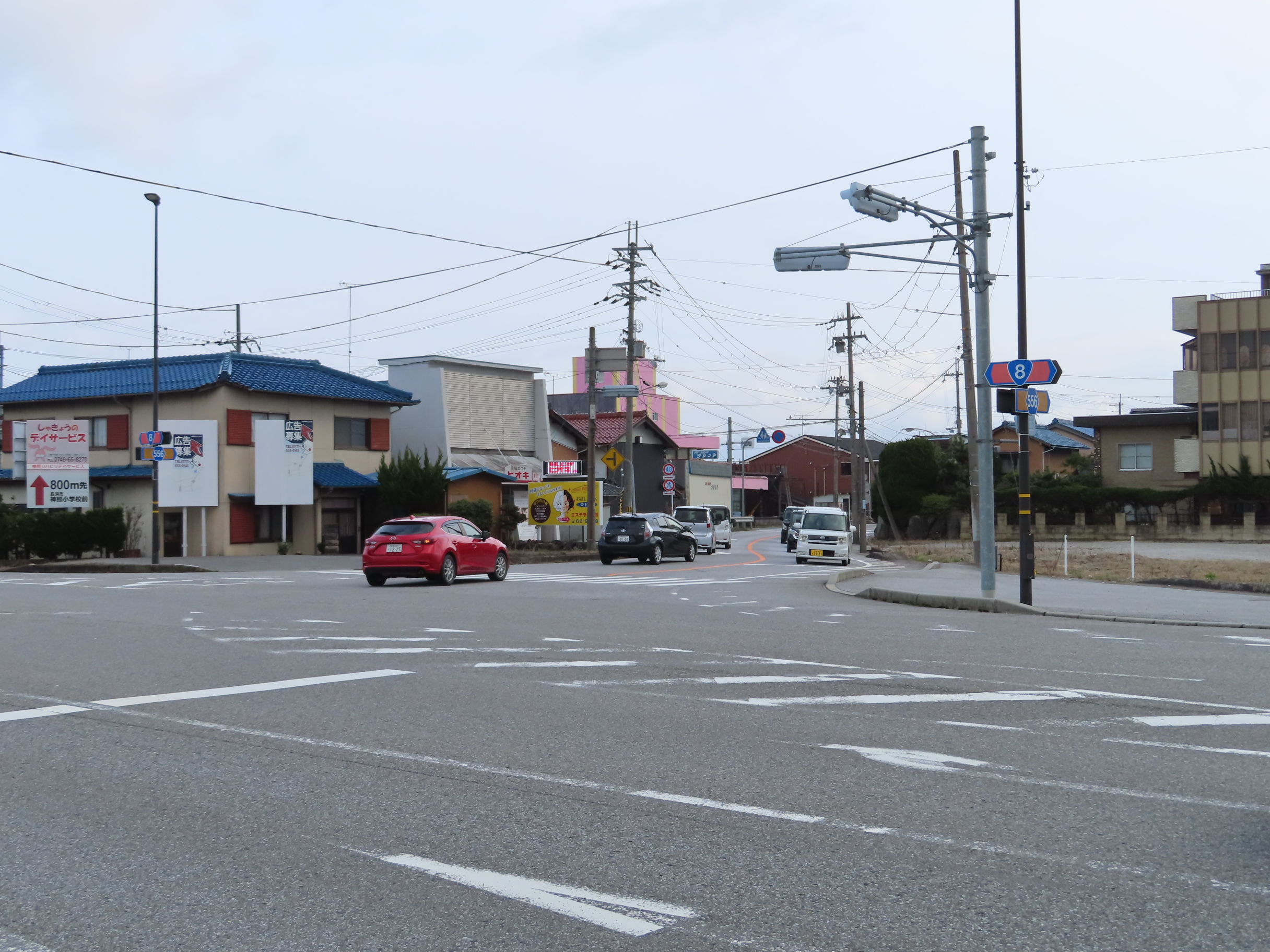
北新町交差点（長浜市）。起点。
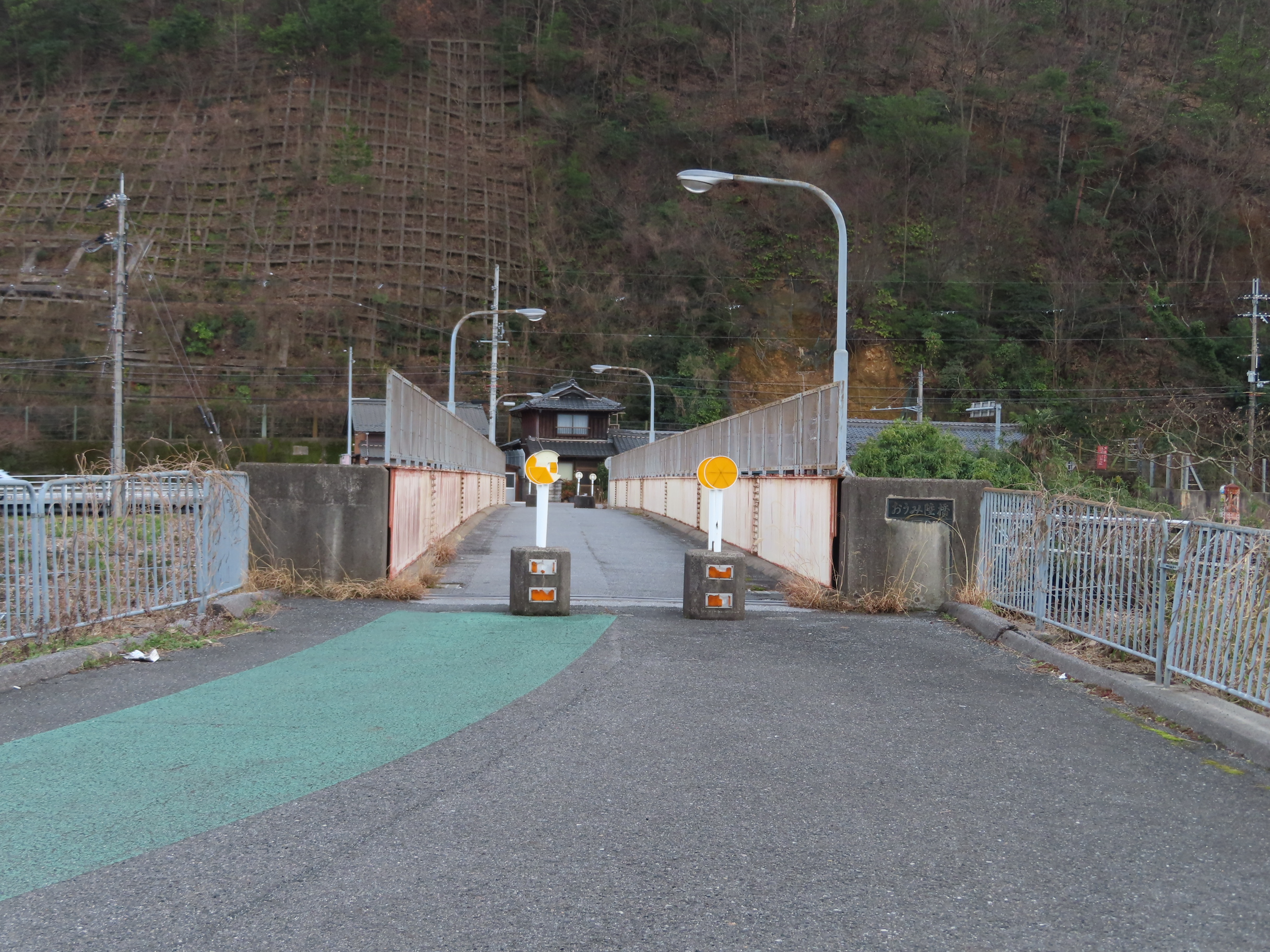
おうみ陸橋（米原市）